# 室生ダム
室生ダム（むろうダム）は、奈良県宇陀市室生大野地先、淀川水系木津川左支名張川の小左支川である宇陀川に位置するダムである。旧名宇陀川ダム。
独立行政法人水資源機構が管理する多目的ダムで、名張川・淀川下流部の治水、大阪府・京都府など関西圏の水がめとして建設された木津川上流ダム群の1つであり、高山ダム（名張川）・青蓮寺ダム（青蓮寺川）についで三番目に完成した。堤高63.5mの重力式コンクリートダムで、淀川水系に建設された国土交通省・水資源機構管理ダムのなかでは小規模の部類に入る。ダム湖は室生湖（むろうこ）と呼ばれる。

## 沿革

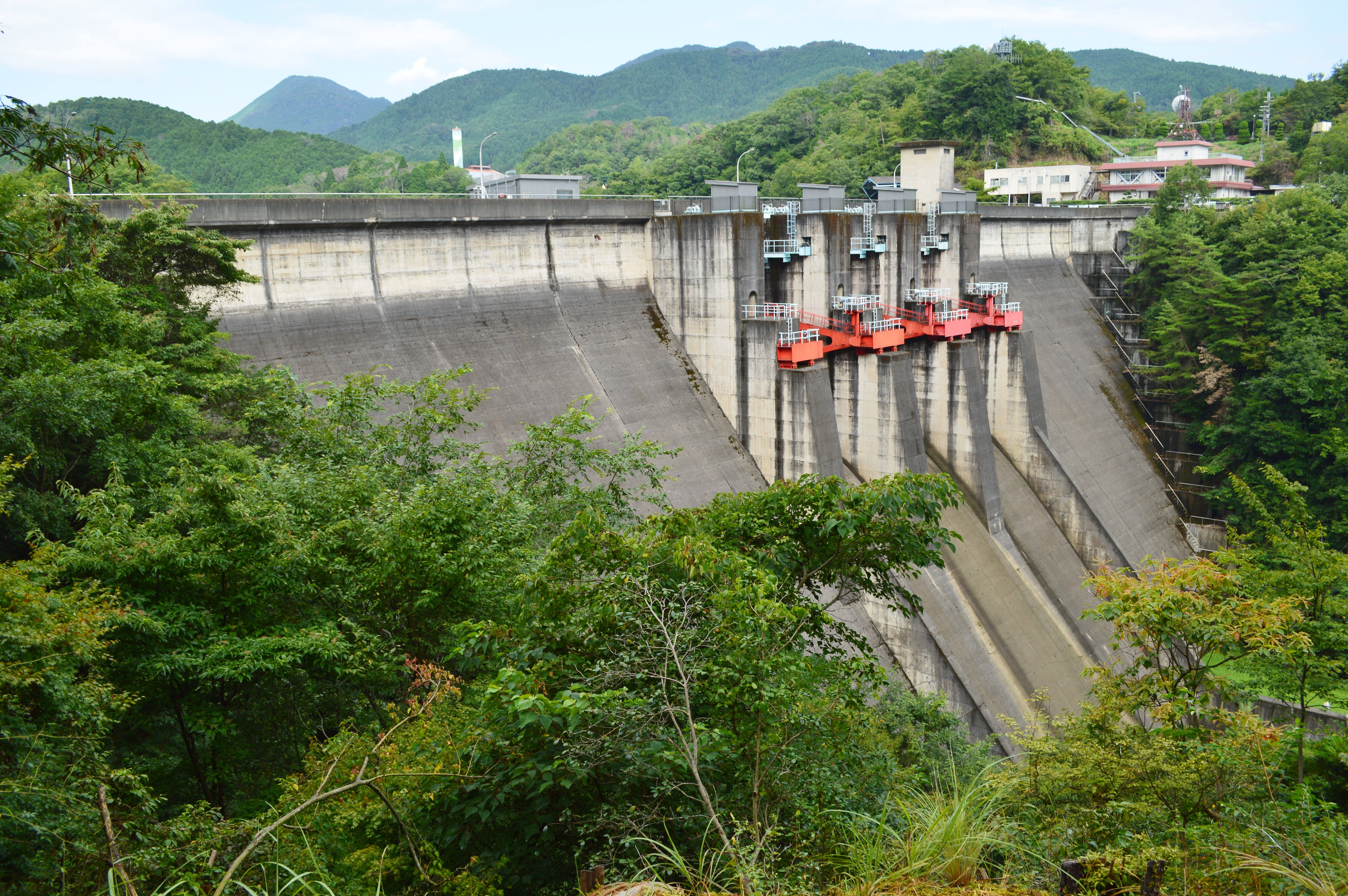
堤体

### 宇陀川ダム計画
1953年（昭和28年）の台風13号による淀川流域の大水害を契機に、それまでの河水統制計画を大幅に見直す必要性に迫られた建設省（現・国土交通省近畿地方整備局）は、1949年（昭和24年）に経済安定本部より立案された「河川改訂改修計画」を早急に淀川水系にも適用することとした。これが1954年（昭和29年）に発表された「淀川水系改修基本計画」である。この計画は従来の河川改修に多目的ダムを用いた系統的洪水調節を図ることを最大の目的としており、淀川本川と木津川流域を対象としてダム計画が策定された。
この計画において淀川本川では京都府宇治市の淀川（宇治川）に天ヶ瀬ダムを建設し、さらに上流・瀬田川区域で既設されている瀬田川洗堰の改修が計画された。一方木津川流域では木津川本流に適当なダムサイトが存在しないため最大支川である名張川流域にダム建設を計画することとした。名張川本川には木津川合流点の直上流に月ヶ瀬ダム（後の高山ダム）を建設し、大和高地を水源とする左支川・宇陀川にもダムを建設することとした。これが室生ダムであり、「淀川水系改修基本計画」が発表された1954年より調査が進められた。
なお、計画当時は「宇陀川ダム」という名称であり、後に現在の名称に変更された。こうして室生ダム・高山ダムは「淀川水系改修基本計画」の中における主柱事業としての「木津川上流総合開発事業」の根幹施設として建設省近畿地方建設局によって計画が進められていった。

### 宇陀川分水構想
奈良市を始めとする奈良盆地は大和川を含めて水量の豊富な河川が存在せず、慢性的な水不足に古くから悩む土地柄であった。このため古くよりため池が多く建設されていたが、安定した水供給を行うために江戸時代より「吉野川分水」、明治時代には「宇陀川分水」を計画し紀の川や宇陀川からの導水を計画していた。だがそれぞれ下流の水利権者である京都府や和歌山県の猛反対で挫折を繰り返していた。しかし戦後かんがいに関しては農林省（現・農林水産省近畿農政局）と建設省の共同事業である「紀の川・十津川総合開発事業」により大迫ダム（紀の川）・津風呂ダム（津風呂川）が建設され、これらのダムを水源とした水供給が行われるようにはなったが、上水道供給は人口増加に追い付いていない状況であった。

### 事業の移管
さらに高度経済成長に伴って関西圏における水需要の逼迫は次第に顕在化して行くようになり、琵琶湖に依存していた水資源の新規確保が重要となった。これら関西大都市圏の水需要を安定化するため1962年（昭和37年）に淀川水系は水資源開発促進法に基づく開発水系に指定され、水資源開発公団（現在の水資源機構）による総合的な水資源開発が企図された。淀川水系では「木津川上流総合開発事業」で建設が進められていた室生・高山両ダムが水資源開発の対象施設に定められ、「淀川水系水資源開発基本計画」の策定に従い公団に事業が移管された。以後公団事業として進められるが、この間同じ名張川の小左支川である青蓮寺川にも青蓮寺ダムが建設されることとなり木津川流域のダムは3ダムの拡張された。高山ダムは1969年（昭和44年）に、青蓮寺ダムは1970年（昭和45年）に完成し室生ダムは3番手として1969年より実施計画調査が開始された。

## 目的

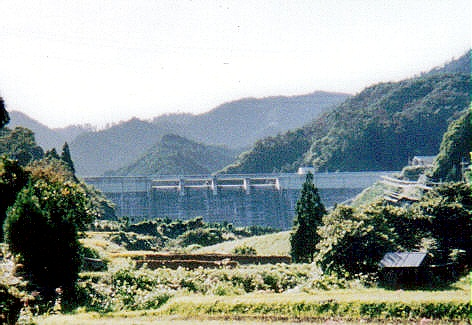
宮奥ダム

1969年5月14日に建設省より事業方針の指示が公団になされて事業は本格化した。しかし宇陀郡榛原町（現:宇陀市）の20世帯が水没するため補償交渉が持たれ、2年の歳月をかけ1971年（昭和46年）2月に一般用地補償、4月に公共用地補償基準が妥結され交渉は纏まった。その後同年9月より本体工事に着手し1974年（昭和49年）初頭には貯水池に水を貯め、ダム本体の異常がないかを確認する試験湛水も終わり同年4月に完成した。
目的は名張川 - 木津川 - 淀川沿岸に至る地域の洪水調節、鹿高井堰から取水されている既得農業用水利権分の水量確保を行う不特定利水、奈良市を始め大和郡山市・天理市・桜井市他奈良県北部11市町村400,000人分の上水道供給、宇陀川流域の新規かんがい用水供給である。
上水道に関してはダム湖である室生湖から「初瀬水路」という導水路を通じて大和川へ放流され、下流で上水道分が取水されている。このため名張川・木津川下流の慣行水利権を有する三重県・京都府と利水者である奈良県の間で減水補償交渉が難航し、建設省を仲介として意見調整が図られた経緯がある。また、ダム直下で合流する室生川に島ヶ谷取水堰を建設し、非灌漑期（農閑期）には島谷導水路を通じ室生湖に導水し貯水量を確保している。室生ダム完成により、明治以来の構想であった「宇陀川分水」は完成を見る。
なお、室生ダムより上流部、宇陀川源流部には奈良県によって小規模生活貯水池である宮奥ダム（重力式コンクリートダム・36.5m）が建設されており、旧大宇陀町一帯の灌漑と上水道供給及び室生湖までの洪水調節を目的としている。

## 観光
室生湖周辺は室生赤目青山国定公園に指定されており、赤目四十八滝や香落渓等の名勝もあり落ち着いた雰囲気を醸し出している。秋には紅葉が美しい。この付近には「女人高野」として名高い室生寺、山を越えると長谷寺があり多くの観光客・参拝客が訪れる。ダム付近には近鉄大阪線や国道165号が通過しており橿原神宮へも近い。さらに大宇陀地区を南下すると吉野方面へ抜けることができる。なお、ダム所在地は建設当時は室生村であったが、平成の大合併によって現在は宇陀市となっている。